# 46539 Viktortikhonov
46539 Viktortikhonov este un asteroid din centura principală de asteroizi.

## Descriere
46539 Viktortikhonov este un asteroid din centura principală de asteroizi. A fost descoperit pe 24 octombrie 1982 la Observatorul de Astrofizică din Crimeea de Liudmila Juravliova. Asteroidul prezintă o orbită caracterizată de o semiaxă mare de 2,52 ua, o excentricitate de 0,02 și o înclinație de 9,8° în raport cu ecliptica.